# Pigarg capgrís
El pigarg capgrís (Haliaeetus ichthyaetus; syn: Icthyophaga ichthyaetus) és un ocell rapinyaire de la família dels accipítrids (Accipitridae). Habita en entorns fluvials des de l'Índia i Sri Lanka fins al sud-est asiàtic. El seu estat de conservació es considera gairebé amenaçat.
És un ocell forestal que construeix el niu dalt d'un arbre, prop de l'aigua, on pon 2 – 4 ous.

## Descripció
És un rapinyaire de bona grandària, que fa 70 - 75 cm de llargària. Color marró fosc per sobre i a les ales, cap gris i pit marró vermellós. La part baixa de l'abdomen i les cuixes són blanques, el mateix color que la cua, que té una banda terminal negra. Ambdós sexes són semblants. Els joves però, són pàl·lids amb ratlles fosques per les parts inferiors, cara inferior de les ales i la part anterior del cap.
És un especialista consumidor de peixos que caça als llacs, llacunes i grans rius.

## Taxonomia
Segons la llista mundial d'ocells del Congrés Ornitològic Internacional (versió 12.2, juliol 2020) aquest tàxon estaria dins del gènere Haliaeetus. Tanmateix, altres obres taxonòmiques, com el Handook of the Birds of the World i la quarta versió de la BirdLife International Checklist of the birds of the world (Desembre 2019), consideren que pertany al gènere Icthyophaga.